# Ginai
Ginai är en kommun i departementet Orne i regionen Normandie i nordvästra Frankrike. Kommunen ligger i kantonen Exmes som tillhör arrondissementet Argentan. År 2022 hade Ginai 72 invånare.

## Befolkningsutveckling
Antalet invånare i kommunen Ginai
| Referens: INSEE |